# Santhià
Santhià (Santa Agata) – miejscowość i gmina we Włoszech, w regionie Piemont, w prowincji Vercelli.
Według danych na rok 2004 gminę zamieszkiwało 9259 osób, 174,7 os./km².